# Georges Ermant
Georges Ermant, né le 22 juin 1852 à Laon (Aisne) et mort le 13 février 1935 à Laon, est un homme politique français.

## Biographie
Architecte, il est maire de Laon de 1892 à 1919, conseiller général de 1894 à 1925, président du conseil général de 1919 à 1925, député de l'Aisne de 1897 à 1904 et sénateur de l'Aisne de 1904 à 1930. Inscrit au groupe de la Gauche démocratique.

## Sources
- « Georges Ermant », dans le Dictionnaire des parlementaires français (1889-1940), sous la direction de Jean Jolly, PUF, 1960 [détail de l’édition]